# Liriomyza wahlenbergiae
Liriomyza wahlenbergiae este o specie de muște din genul Liriomyza, familia Agromyzidae, descrisă de Spencer în anul 1976. Conform Catalogue of Life specia Liriomyza wahlenbergiae nu are subspecii cunoscute.